# کمپو تورس
کمپو تورس (به ایتالیایی: Campo Tures) یک کومونه در ایتالیا است که در تیرول جنوبی واقع شده‌است. کمپو تورس ۱۶۴٫۳ کیلومتر مربع مساحت و ۵٬۳۷۱ نفر جمعیت دارد و ۸۶۴ متر بالاتر از سطح دریا واقع شده‌است.
زبان ایتالیایی.